# Carlos Folloni
Carlos Héctor Folloni (n. Ciudad de Salta) es un político argentino. Se desempeñó como Intendente del municipio Campo Quijano, perteneciente al Departamento Rosario de Lerma.

## Biografía
Carlos es el cuarto hijo de Jorge Oscar Folloni y Rosita López de Folloni. Fue criado en una familia de gran trayectoria política ya que su padre fue uno de los fundadores del Partido Renovador de Salta junto al excapitán de navío y gobernador de Salta entre 1977 y 1983, Roberto Ulloa. Su progenitor sería elegido por el pueblo salteño como diputado nacional por la provincia en tres ocasiones distintas y también fue candidato a gobernador en las Elecciones provinciales de Salta de 1995 en donde salió segundo por detrás del peronista Juan Carlos Romero que obtendría en ese año su primer mandato como gobernador, mandato que extendería en dos oportunidades.
El 27 de junio de 2016 se renovaron las autoridades del Partido Renovador de Salta eligiéndose a la en ese entonces senadora nacional, Cristina Fiore, como presidente del partido. Dentro de esa renovación de autoridades, Carlos Folloni sería miembro de la comisión revisora de cuentas.
En 2017, Folloni se presentaría como precandidato a concejal por el municipio de Campo Quijano. Encabezaría la lista del Partido Identidad Salteña que respondía al intendente de la capital salteña, Gustavo Sáenz. En las PASO lograría convalidar su candidatura sacando un total de 355 votos (3,71% de los votos válidos) que le permitían superar la barrera de los 1,5% de los votos válidos. En las generales Folloni no conseguiría ninguna banca tras obtener 500 votos.
Carlos Folloni se presentaría como precandidato a Intendente de Campo Quijano en 2019. En las elecciones PASO dirimiría la candidatura a intendente del frente Sáenz Gobernador contra los concejales Carlos "Kerubin" Sosa y Débora López. Folloni no solo ganaría la interna contra sus contrincantes sino que también sería el candidato individual más votado con un total de 2.762 votos, superando a sus compañeros de frente, al candidato del Partido de la Victoria y al intendente en funciones, Manuel Cornejo. En las elecciones generales Folloni lograría imponerse en la categoría y ser elegido como intendente del municipio con un total de 5.671 votos que representaban el 52,00% de los votos válidos, superando al PV y a Cornejo que dejaría de ser intendente luego de muchos años.
Una vez que asumió como intendente Folloni realizó una auditoría de las cuentas del municipio y se encontró con un faltante de 84 millones de pesos, la gran mayoría de fondos enviados por el Ministerio de Desarrollo Social de la Nación que se desviaban y no se destinaban a la compra de colchones y chapas para los vecinos.
En 2020 el Partido Renovador de Salta debía renovar sus autoridades a nivel provincial y Carlos Folloni encabezaría una opción distinta a la presidenta Fiore llamada Movimiento de Recuperación Renovadora junto a otros dirigentes como Pino Rocha Alfaro. Las elecciones estaban convocadas para el 4 de octubre de 2020 pero la presidenta Fiore las prorrogó por la Pandemia de COVID-19. Eso generó disputas entre los sectores y Folloni denunciaría en la justicia la maniobra. Finalmente Carlos no podría presentarse por problemas con su ficha de afiliación pero si logró hacerlo su padre, Jorge Oscar Folloni que si bien ya estaba retirado de la política volvió para competir y luego ganar la interna del PRS frente a Esteban Ivetich el candidato del oficialismo.
En el año 2023 Folloni se presenta nuevamente como candidato a intendente de Campo Quijano pero perdió contra su rival interno dentro del frente Gustavo Gobernador. Carlos cosechó 2.597 votos y fue el segundo candidato más votado pero Lino Yonar, diputado provincial por el departamento de Rosario de Lerma obtuvo un total de 3.089 acompañamientos dejando a Carlos sin renovación.